# Cúp quốc gia Scotland 1883–84
 Cúp quốc gia Scotland 1883-84 là mùa giải thứ 11 của giải đấu bóng đá loại trực tiếp uy tín nhất Scotland. Queen's Park beat Vale of Leven trong trận Chung kết. Queen's Park giành thẳng chức vô địch sau khi Vale of Leven bỏ cuộc vì không đủ cầu thủ thi đấu.

## Lịch thi đấu
| Vòng      | Ngày thi đấu đầu tiên | Số trận đấu | Số trận đấu | Số đội tham gia |
| Vòng      | Ngày thi đấu đầu tiên | Ban đầu     | Đá lại      | Số đội tham gia |
| --------- | --------------------- | ----------- | ----------- | --------------- |
| Vòng Một  | 8 tháng 9 năm 1883    | 63          | 8           | 132 → 70        |
| Vòng Hai  | 29 tháng 9 năm 1883   | 32          | 1           | 70 → 38         |
| Vòng Ba   | 20 tháng 10 năm 1883  | 17          | 4           | 38 → 21         |
| Vòng Bốn  | 10 tháng 11 năm 1883  | 10          | 0           | 21 → 11         |
| Vòng Năm  | 1 tháng 12 năm 1883   | 3           | 1           | 11 → 8          |
| Tứ kết    | 22 tháng 12 năm 1883  | 4           | 0           | 8 → 4           |
| Bán kết   | 19 tháng 1 năm 1884   | 2           | 0           | 4 → 2           |
| Chung kết | N/A                   | 1           | 0           | 2 → 1           |

## Vòng Một
| Đội nhà                      | Tỉ số          | Đội khách               |
| ---------------------------- | -------------- | ----------------------- |
| Abercorn                     | 7 – 0          | Levern Hurlet           |
| Airdrie                      | 1 – 0 [note 1] | Tollcross               |
| Alloa Athletic               | 0 – 5          | Falkirk                 |
| Arbroath                     | 0 – 0          | Aberdeen                |
| Arthurlie                    | 3 – 0          | Pollok                  |
| Balgay                       | 2 – 2          | Strathmore (Arbroath)   |
| Battlefield                  | 8 – 1          | South Western           |
| Benhar                       | 2 – 2          | Drumpellier             |
| Cambuslang                   | 8 – 0          | Belshill                |
| Cartvale                     | 8 – 0          | West End Athletic       |
| Clippens                     | 3 – 2          | Johnstone Athletic      |
| Dunblane                     | 2 – 1          | Vale of Teith           |
| Dunbritton                   | 1 – 1          | Vale of Leven Wanderers |
| Dundee Harp                  | 9 – 0          | Angus                   |
| Dunfermline                  | 1 – 13         | St Bernard's            |
| Dunipace                     | 2 – 1          | Campsie                 |
| East End Rovers              | Thắng          | Newton Stewart Athletic |
| East Stirlingshire           | 3 – 0          | Tayavalla               |
| Glenpatrick                  | Thắng          | Bute Rangers            |
| Granton                      | 3 – 1          | Glencairn               |
| Greenock Northern            | 5 – 3          | Sir John Maxwell        |
| Greenock Southern            | 5 – 2          | Netherlee               |
| Hamilton Academical          | 4 – 1          | Airdrieonians           |
| Heart of Midlothian          | 8 – 0          | Brunswick               |
| Hibernian                    | 5 – 0          | West Calder             |
| Hurlford                     | Thắng          | Beith Thistle           |
| Jamestown                    | Thắng          | Kilmarnock Thistle      |
| Johnstone                    | 3 – 4          | Thornliebank            |
| Kilbarchan                   | 3 – 4          | Paisley Athletic        |
| Kilmarnock                   | Thắng          | Kilbirnie               |
| Kilmarnock Athletic          | Thắng          | Beith                   |
| King's Park                  | 11 – 0         | Lenzie                  |
| Kinleith                     | 1 – 2 [note 2] | Edina                   |
| Linwood                      | 1 – 4          | Woodland                |
| Lochwinnoch                  | Thắng          | Port Glasgow Athletic   |
| Lugar Boswell                | 3 – 1          | Ayr                     |
| Lyle Athletic                | 2 – 4          | Johnstone Rovers        |
| Mauchline                    | 3 – 1          | Annbank                 |
| Mavisbank                    | 2 – 1          | Dean Park               |
| Maybole                      | 0 – 4          | Cumnock                 |
| Morton                       | 1 – 0          | Renfrew                 |
| Northern                     | 0 – 1          | Rangers                 |
| Our Boys                     | 3 – 2          | Dundee West End         |
| Partick                      | 0 – 8          | Queen's Park            |
| Partick Thistle              | Thắng          | Pilgrims                |
| Perseverance                 | 0 – 0          | Dundee Hibernian        |
| Plains Bluebell              | Thắng          | Clarkston               |
| Pollokshields Athletic       | 4 – 1          | Thistle                 |
| Portland                     | Thắng          | Stewarton Cunninghame   |
| Possilpark                   | 2 – 4          | Orchard                 |
| Queen of the South Wanderers | 7 – 7          | Fifth KRV               |
| Renton                       | 2 – 1          | Dumbarton               |
| Royal Albert                 | 8 – 0          | Shettleston             |
| Stenhousemuir                | 3 – 2          | Strathblane             |
| St Mirren                    | 6 – 0          | Caledonian              |
| Strathmore (Dundee)          | 1 – 0          | Dundee East End         |
| Third Lanark                 | 5 – 2          | Clyde                   |
| Vale of Atholl               | Thắng          | Aberfeldy Breadalbane   |
| Vale of Leven                | 12 – 0         | Leverndale              |
| Vale of Nith                 | 2 – 4          | Moffat                  |
| Whitefield                   | Thắng          | Luton                   |
| Whitehill                    | 3 – 1          | Alexandra Athletic      |
| Yoker                        | 0 – 2          | Olympic                 |

1. ^  Kết quả trận Airdrie v Tollcross bỏ trống.
2. ^  Trận Kinleith v Edina bị hủy bỏ.
- Edinburgh University, Cowlairs, Coupar Angus, Drumlanrig Rangers, Vale of Avon và Newcastleton đi thẳng vào vòng Hai.

### Đá lại
| Đội nhà                 | Tỉ số          | Đội khách                    |
| ----------------------- | -------------- | ---------------------------- |
| Edina                   | 4 – 0          | Kinleith                     |
| Tolcross                | 4 – 3 (a.e.t.) | Airdrie                      |
| Arbroath                | 7 – 0          | Aberdeen                     |
| Benhar                  | 12 – 0         | Drumpellier                  |
| Dundee Hibernian        | ?[note 3]      | Perseverance                 |
| Fifth KRV               | 3 – 1          | Queen of the South Wanderers |
| Strathmore (Arbroath)   | 1 – 1[note 4]  | Balgay                       |
| Vale of Leven Wanderers | 0 – 4          | Dunbritton                   |

3.^  Perseverance vào vòng Hai.
4.^  Cả Strathmore và Balgay đều vào vòng Hai.

## Vòng Hai
| Đội nhà                | Tỉ số  | Đội khách             |
| ---------------------- | ------ | --------------------- |
| Abercorn               | 2 – 0  | Paisley Athletic      |
| Balgay                 | 1 – 3  | Strathmore (Dundee)   |
| Battlefield            | 7 – 2  | Whitefield            |
| Benhar                 | Thắng  | Vale of Avon          |
| Cambuslang             | 7 – 0  | Tollcross             |
| Cartvale               | 6 – 2  | Greenock Southern     |
| Cowlairs               | 3 – 2  | Granton               |
| Drumlanrig Rangers     | 2 – 3  | East End Rovers       |
| Dunblane               | 4 – 1  | Coupar Angus          |
| Dundee Harp            | Thắng  | Vale of Atholl        |
| East Stirlingshire     | 2 – 2  | Dunipace              |
| Falkirk                | 9 – 1  | Stenhousemuir         |
| Hibernian              | 10 – 1 | Edina                 |
| Jamestown              | 7 – 1  | Dunbritton            |
| Johnstone Rovers       | 6 – 1  | Greenock Northern     |
| Kilmarnock             | 3 – 0  | Hurlford              |
| Kilmarnock Athletic    | 9 – 1  | Stewarton Cunninghame |
| Mauchline              | 3 – 1  | Lugar Boswell         |
| Moffat                 | 2 – 3  | Fifth KRV             |
| Newcastleton           | 1 – 4  | Heart of Midlothian   |
| Olympic                | 5 – 0  | Clippens              |
| Our Boys               | 2 – 0  | Strathmore (Arbroath) |
| Partick Thistle        | 8 – 1  | Orchard               |
| Perseverance           | Thắng  | Arbroath              |
| Pollokshields Athletic | 6 – 2  | Mavisbank             |
| Port Glasgow Athletic  | 1 – 3  | Arthurlie             |
| Rangers                | 14 – 2 | Whitehill             |
| Renton                 | 6 – 1  | King's Park           |
| Royal Albert           | 8 – 1  | Clarkston             |
| Third Lanark           | 2 – 4  | Queen's Park          |
| Thornliebank           | 14 – 0 | Bute Rangers          |
| Woodland               | 0 – 7  | St Mirren             |

- St Bernard's, Hamilton Academical, Cumnock, Morton, Vale of Leven và Edinburgh University đi thẳng vào vòng Ba.

### Đá lại
| Đội nhà  | Tỉ số | Đội khách          |
| -------- | ----- | ------------------ |
| Dunipace | 1 – 2 | East Stirlingshire |

## Vòng Ba
| Đội nhà             | Tỉ số          | Đội khách           |
| ------------------- | -------------- | ------------------- |
| Abercorn            | 7 – 0          | Johnstone Rovers    |
| Arbroath            | 1 – 1          | Dundee Harp         |
| Arthurlie           | 3 – 1          | St Mirren           |
| Battlefield         | 4 – 2          | Jamestown           |
| Cambuslang          | 6 – 0          | Hamilton Academical |
| Cartvale            | 4 – 1          | Cumnock             |
| Cowlairs            | 0 – 5          | Queen's Park        |
| East End Rovers     | 1 – 6          | Fifth KRV           |
| Heart of Midlothian | 1 – 4          | Hibernian           |
| Morton              | 1 – 2 [note 5] | Kilmarnock Athletic |
| Olympic             | 0 – 5          | Mauchline           |
| Partick Thistle     | 6 – 0          | East Stirlingshire  |
| Rangers             | 5 – 3          | Falkirk             |
| St Bernard's        | 7 – 0          | Benhar              |
| Strathmore (Dundee) | 2 – 2          | Our Boys            |
| Thornliebank        | — [note 6]     | Kilmarnock          |
| Vale of Leven       | 4 – 1          | Renton              |

5.^  Kết quả trận Morton v Kilmarnock Athletic bị bỏ trống.
6.^  Kết quả trận Thornliebank v Kilmarnock bị bỏ trống.
- Dunblane, Pollokshields Athletic, Edinburgh University và Royal Albert đi thẳng vào vòng Bốn.

### Đá lại
| Đội nhà      | Tỉ số | Đội khách           |
| ------------ | ----- | ------------------- |
| Morton       | 0 – 4 | Kilmarnock Athletic |
| Thornliebank | 2 – 1 | Kilmarnock          |
| Dundee Harp  | 2 – 1 | Arbroath            |
| Our Boys     | 5 – 1 | Strathmore (Dundee) |

## Vòng Bốn
| Đội nhà                | Tỉ số  | Đội khách            |
| ---------------------- | ------ | -------------------- |
| Battlefield            | Thắng  | Edinburgh University |
| Cartvale               | 4 – 2  | Abercorn             |
| Dunblane               | 0 – 6  | Rangers              |
| Fifth KRV              | 1 – 8  | Hibernian            |
| Kilmarnock Athletic    | 2 – 3  | Cambuslang           |
| Mauchline              | 4 – 0  | Royal Albert         |
| Partick Thistle        | 0 – 4  | Queen's Park         |
| Pollokshields Athletic | 11 – 0 | Our Boys             |
| St Bernard's           | 2 – 0  | Thornliebank         |
| Vale of Leven          | 6 – 0  | Dundee Harp          |

- Arthurlie đi thẳng vào vòng Năm.

## Vòng Năm
| Đội nhà      | Tỉ số | Đội khách              |
| ------------ | ----- | ---------------------- |
| Arthurlie    | 0 – 0 | Vale of Leven          |
| Mauchline    | 2 – 3 | Pollokshields Athletic |
| St Bernard's | 0 – 3 | Rangers                |

- Cambuslang, Hibernian, Battlefield, Queen's Park và Cartvale đi thẳng vào Tứ kết.

### Đá lại
| Đội nhà       | Tỉ số | Đội khách |
| ------------- | ----- | --------- |
| Vale of Leven | 3 – 1 | Arthurlie |

## Tứ kết
| Đội nhà       | Tỉ số | Đội khách              |
| ------------- | ----- | ---------------------- |
| Cambuslang    | 1 – 5 | Rangers                |
| Hibernian     | 6 – 1 | Battlefield            |
| Queen's Park  | 6 – 1 | Cartvale               |
| Vale of Leven | 4 – 2 | Pollokshields Athletic |

## Bán kết
| Hibernian | v | Queen's Park |
| --------- | - | ------------ |
|           |   |              |

| Vale of Leven | v | Rangers |
| ------------- | - | ------- |
|               |   |         |

## Chung kết
| Queen's Park | v | Vale of Leven |
| ------------ | - | ------------- |
|              |   |               |

| Cúp quốc gia Scotland 1883–84                   |
| Scotland                                        |
| ----------------------------------------------- |
| Queen's Park F.C. Đội vô địch (Danh hiệu thứ 7) |